# حويصلة دماغية

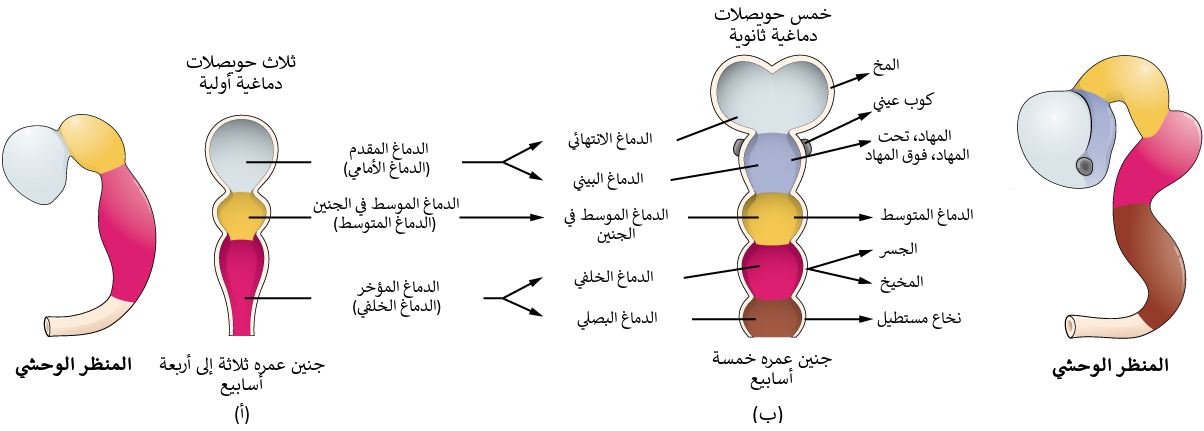
مقطع جانبي لمراحل ثلاث حويصلات وخمسة حويصلات للجنين البشري المبكر.

الحُوَيصِلاَتُ الدِّماغِيَّة هي ملامحٌ تشبه الانتفاخ في التطور المبكر للأنبوب العصبي في الفقاريات. يبدأ تكوين الحويصلة بعد فترة قصير من إغلاق الأنبوب العصبي الأمامي في حوالي اليوم الجنيني 9.0 عند الفأر والأسبوع الحمل الرابع والخامس في النمو البشري.  في أجنة سمك الزرد والدجاج، تتكون حويصلات الدماغ بعد حوالي 24 ساعة و48 ساعة من الحمل، على التوالي. في البداية هناك ثلاث حويصلات رئيسية في الدماغ: الدماغ الأمامي والدماغ المتوسط في الجنين والدماغ الخلفي. تتطور هذه إلى خمس حويصلاتٍ دماغية ثانوية- ينقسم إلى مُخَّ والدماغ البيّني والدماغ الخلفي إلى الدِّماغُ التَّالِي والدِّماغُ البَصَلِيّ.